# Ненаситний (фільм)
«Ненаситний» (англ. Antlers, буквально «панти») — фільм жахів режисера Скотта Купера за сценарієм К. Генрі Чайсона, Ніка Антоски та Купера. В його основі лежить новела Антоски «Тихий хлопчик», яка була опублікована в журналі «Герніка». У ролях: Кері Рассел, Джессі Племенс, Джеремі Т. Томас, Грем Грін, Скотт Гейз, Рорі Кокрейн та Емі Мадіган.
Планувалося, що фільм від Searchlight Pictures вийде 16 квітня 2020 року. Улітку 2020 року прем'єру перенесено на лютий наступного року, потім — на 29 жовтня 2021 року.
За сюжетом, Джулія Медоус, вчителька в маленькому містечку в штаті Орегон, переймається поведінкою одного із своїх учнів, хлопчика Лукаса, чиї батько та брат нещодавно зникли. Разом з братом Полом вона виявляє, що в будинку Лукаса живе надприродна ненаситна істота.

## Сюжет
Дія відбувається в містечку Сіпус-Фоллз у центральному Орегоні. Френк Вівер керує підпільною лабораторією з виробництва метамфетаміну, схованою в покинутій шахті. Його 7-річний син Ейден грається на вулиці, але чує дивний звук і сідає в батьковий пікап. Невдовзі на Френка та його спільника нападає в темряві невідома істота.
Через три тижні 12-річний Лукас Вівер, старший син Френка і старший брат Ейдена, блукає містом, збираючи трупи дрібних тварин, а також вбиває інших тварин, а потім забирає їх додому. Вчителька Лукаса, Джулія Медоус, закінчивши урок про міфи та легенди, стривожена дивною поведінкою та моторошними малюнками хлопчика. Вона підозрює, що Лукас поводиться так через вплив жорстокого батька, бо сама в дитинстві потерпала від батька-алкоголіка. Оскільки її батько нещодавно покінчив життя самогубством, Джулія відвідує свого брата Пола, який працює шерифом. Джулія почувається винною в тому, що давно не бачилася з Полом. Потім вона приходить до занедбаного будинку Лукаса й чує звідти дивні звуки.
Дія переноситься на три тижні назад, коли Френк повертається додому з Ейденом і наказує Лукасу за жодних умов не випускати їх обох із кімнати. Френк та Ейден поступово дичавіють і вимагають м'яса. Лукас годує їх трупами тварин.
Колишній шериф Воррен Стокс знаходить половину тіла Френкового спільника в лісі. Пізніше Пол і Воррен виявляють у шахті іншу частину тіла разом із фрагментом рогу невідомої тварини. Тим часом Джулія тисне на директорку школи Еллен, щоб вона навідалася до Френка. Еллен знаходить кімнату, де замкнені Френк і Ейден, відмикає її та входить всередину. Френк убиває Еллен і з його тіла виростають роги. Він тікає з будинку та вбиває шкільного хулігана Клінта Оуенса, коли той переслідує Лукаса.
Еллен вважають зниклою безвісти, і Джулія відвідує будинок Віверів, біля якого знаходить автівку Еллен. Поліція прибуває для подальшого огляду та виявляє тіло Еллен разом із тілом Френка, від якого лишилося обвуглене лушпиння. Ейдена ніде не вдається розшукати. Коли Лукас повертається додому, його доставляють до лікарні, де Джулії та Полу кажуть, що він сильно недоїдав, зневоднений і має фізичні ознаки жорстокого поводження. Джулія вирішує дозволити Лукасу залишитися з нею.
Наступного дня, поки Лукас одужує в лікарні, Джулія та Пол відвідують Воррена та показують йому малюнки Лукаса. Воррен впізнає, що там зображено вендиґо, легендарного ненажерливого демона, схожого на оленя. За повір'ям, вендиґо можна вбити лише тоді, коли він живиться і його серце перестає битися. Тієї ночі знаходять тіло Клінта. Лукас тікає та дізнається, що Френк мертвий. Він каже Джулії, що Френк прийде за ним і спробує затягнути до шахти.
Перетворений на чудовисько Френк використовує Ейдена, щоб виманити Дена, заступника шерифа Пола, і вбити його. Джулія та Лукас ховаються, а Пола вендиґо важко ранить. Лукас тікає до шахти, а Джулія та Пол йдуть слідом, озброєні пістолетом. Усередині Джулія знаходить Лукаса та Ейдена і бачить, що Френк справді став потворою, яка саме поїдає ведмедя. Джулії вдається вбити вендиґо завдяки допомозі Лукаса. Проте демон лише втратив фізичну оболонку і вселяється в ослабленого Ейдена. Джулія забиває Ейдена до смерті.
Дещо пізніше Пол і Джулія обговорюють, чи залишити Лукаса з ними на деякий час, попри побоювання, що він також може стати одержимим. Коли Джулія та Лукас ідуть, Пол відкашлює чорну жовч, що свідчить про його одержимість.

## У ролях
- Кері Расселл — Джулія Медоус
  - Кейтелін Петерсон — молода Джулія Медоус
- Джессі Племенс — Пол Медоус
- Джеремі Т. Томас — Лукас Вівер
- Грем Грін — Воррен Стоукс
- Скотт Хейз — Френк Вівер
- Рорі Кокрейн — Ден Лекрой
- Емі Мадіган — директорка Еллен Бут
- Майкл Еклунд — Кенні Гласс
- Коді Девіс — Клінт
- Сойєр Джонс — Ейден Вівер
- Джейк Т. Робертс — криміналіст

## Виробництво
У липні 2018 року було оголошено, що Гільєрмо дель Торо продюсуватиме фільм «Ненаситний» режисера Скотта Купера, з Кері Расселл у головній ролі. Планувалося розпочати зйомки у Ванкувері, Британська Колумбія, до четвертого кварталу 2018 року. У серпні 2018 року до акторського складу приєднався Джессі Племенс. У жовтні 2018 року до складу акторів приєдналися Джеремі Т. Томас, Грем Грін, Емі Мадіган, Скотт Хейз та Рорі Кокрейн.
Зйомки розпочалися 1 жовтня 2018 року, а закінчилася 30 листопада 2018 року. Композитор — Хав'єр Наваретте.

## Реліз
Реліз відбувся у жовтні 2021 року.

## Сприйняття
На Rotten Tomatoes фільм зібрав 59 % схвальних рецензій критиків. На Metacritic його середня оцінка склала 57 балів зі 100.
А. Доуд з AV.Club відгукнувся, що «Ненаситний» уявляє себе як фільм-повідомлення про залежність, бідність і цикл насильства, «але на цьому фронті він у кращому випадку заплутаний». Можна лише здогадуватися, що справжнім монстром є економічна депресія. Проте фільм чудово передає меланхолійну атмосферу лісистого Орегону, а актори сумлінно виконують свої ролі. Критик також похвалив, що вендиґо зображено актором у костюмі, а не комп'ютерною графікою.
Кларисса Лонрі в газеті «The Independent» розкритикувала те, що образ вендиґо в фільмі поп-культурний, а не міфологічний, і більше пов'язаний з європейськими міфами про перевертнів. Через це фільм втрачає свою силу та перетворюється «на плутану колекцію ідей як про успадковану травму, так і про екологічну катастрофу, і все більше відривається від істоти в своїй основі».
Стів Грін у IndieWire похвалив, що режисер Скотт Купер створив продуманий стиль, де поєднані «горе, збентеження, розчарування та кипляча злість». Результатом є оповідь, де «дуже реальна й відчутна людська історія стикається з потойбічною духовною силою». Водночас повідомлення про необхідність шанобливого ставлення до природи виглядає як привід для появи монстра, а не як фундаментальна частина сюжету, чого слід було очікувати. «У процесі в „Ненаситному“ виявляється надто мало того, що могло б виділити його, і не вдається реалізувати метафоричні обіцянки, які він дає собі».
Браян Лоурі з CNN зазначив: окрім повідомлення про те, що нерозумно забруднювати природу, «Ненаситний» досліджує можливість реальних загроз, які ховаються за міфами та легендами, а це дуже благодатне середовище. Проте, порівнюючи з першоджерелом, «фільм має тривожну якість на початку, яка розсіюється, коли повільно з'являються нові викриття». Реалістичні деталі стають дедалі вимушенішими, поступаючись мотиву монстра, і фільм скочується в кліше.